# Michele Pannonio

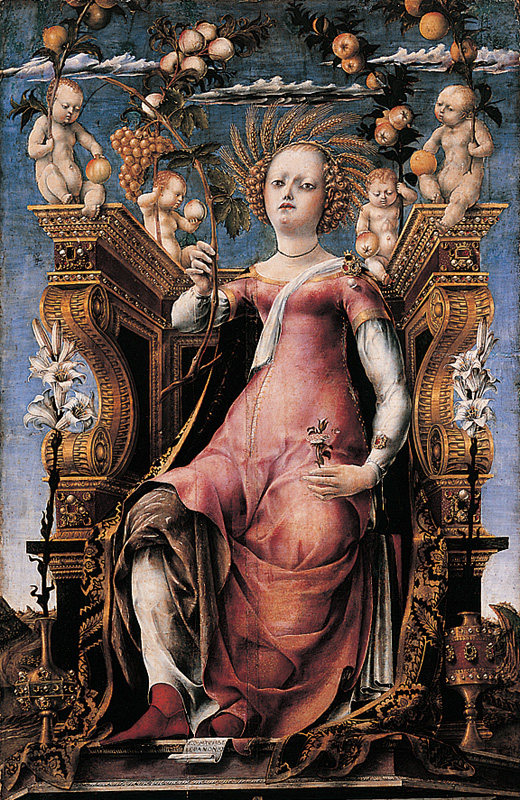
Thalia (1456),
Szépművészeti Múzeum, Budapest

Michele Pannonio (nachweisbar von 1415 bis 1464; † um 1464 in Ferrara; auch Michele Ongaro oder Michele Dai Unni, eigentlich Pannóniai Mihály) war ein in Ferrara tätiger Maler ungarischer Herkunft.
Ab 1415 ist Pannonios Schaffen in Ferrara nachweisbar. Er war als Künstler stilistisch ein Mittler zwischen der Spätgotik und der beginnenden Renaissance. Am Ende seines Lebens stieg er zum Hofmaler des Borso d’Este auf. Es wird angenommen, dass er als Assistent von Gentile da Fabriano zeitweise auch in Florenz tätig war.
Von Michele Pannonios Tafelbildern ist nur ein signiertes bekannt, das heute zum Bestand des Szépművészeti Múzeum in Budapest gehört. Es wurde zwischen 1456 und 1459 gemalt und zeigt die Muse Thalia oder auch Ceres. Das Tafelbild gehörte zu einem Musen-Zyklus, der als Ausstattung des Arbeitszimmers im Schloss Belfiore bei Ferrara gemalt wurde und von dem heute noch drei weitere Gemälde bekannt sind. Von diesen werden zwei Angelo Maccagnino zugeschrieben und eines  Cosmè Tura.
Trotz seiner ungarischen Herkunft wird Michele Pannonio im Allgemeinen als italienischer Maler bezeichnet.